# Исмаилов, Рза Паша оглы
Рза Паша оглы Исмаилов (азерб. Rza Paşa oğlu İsmayılov; 1905 год, Нахичеванский уезд — 28 ноября 1967 года, Нахичеванский район) — советский азербайджанский табаковод, звеньевой колхоза «Красный Октябрь» Норашенского района Нахичеванской АССР. Герой Социалистического Труда (1949).

## Биография
Родился в 1905 году в селе Кыврак Нахичеванского уезда Эриванской губернии (ныне посёлок Кыврак Кенгерлинского района Нахичеванской АР Азербайджана).
Участник Великой Отечественной войны.
Начал трудовую деятельность звеньевым в колхозе «Красный Октябрь» Норашенского района. С 1956 года работал бригадиром на колхозе имени Нариманова Нахичеванского района.
В 1948 году достиг высоких результатов в области табаководства.
Указом Президиума Верховного Совета СССР от 14 марта 1949 года за получение высоких урожаев табака Исмаилову Рзе Паша оглы присвоено звание Героя Социалистического Труда с вручением ордена Ленина и золотой медали «Серп и Молот».
Депутат Верховного Совета Нахичеванской АССР 3-го созыва.
Скончался 28 ноября 1967 года в родном селе.